# 菲里斯维利尔战役
菲里斯维利尔战役（英语：Battle of Fýrisvellir）是公元985-986年发生在今瑞典乌普萨拉地区的菲里斯维利尔平原上的一场重要军事冲突。该战役在维京时代斯堪的纳维亚历史中具有标志性意义，交战双方为瑞典国王胜利者埃里克及其外甥“强者”斯图尔比约恩率领的入侵军队。根据北欧萨迦记载，埃里克在此战中大获全胜并赢得"胜利者"的称号。
在瑞典斯科讷地区发现的两块如尼石刻（Runestone）可能与该战役存在关联，这些石刻为研究该历史事件提供了实物证据。
关于该战役的真实性及其具体发生地点，学界尚存争议。然而，部分原始资料支持其历史真实性。现代研究者通过对比多个萨迦版本和考古发现，普遍认为该战役确系10世纪末斯堪的纳维亚权力斗争的重要节点，但其具体细节存在不同版本的演绎。